# Filosofia dell'espressione
Filosofia dell'espressione è il maggior contributo filosofico di Giorgio Colli. L'opera di carattere profondamente teoretico parte dall'assunto schopenhaueriano del mondo come rappresentazione per attuare poi una critica radicale dei presupposti moderni.
Pubblicato nel 1969 dall'Adelphi, Filosofia dell'espressione è caratterizzato da uno stile denso e a tratti impenetrabile, che ne ha determinato in parte la scarsa fortuna soprattutto in Italia. 
Tuttavia l'opera è stata tradotta in francese e viene studiata in Germania, Francia e Spagna.